# Patrícia da Silva Sochor
Patrícia da Silva Sochor (* 29. April 1994 in Iguatemi) ist eine brasilianische Fußballspielerin.

## Karriere

### Verein
Ihre Karriere begann Patrícia in ihrer frühsten Jugend als Futsalspielerin, zunächst in ihrer Heimat beim EC Comercial (MS), dann auch bei der SE Palmeiras in São Paulo. Im Februar 2012 schloss sie sich der AE Kindermann im Staat Santa Catarina an und begann hier das Fußballspielen. Bereits in der Staatsmeisterschaft 2012 sicherte sie sich mit siebenundzwanzig Treffern die Torjägerkrone. Im August 2014 wechselte sie zum CR Vasco da Gama nach Rio de Janeiro. Für die im Frühjahr 2015 ausgetragene Copa do Brasil ist sie zu Kindermann zurückgekehrt und hat mit vier Treffern, davon drei in den Finalspielen, zum Titelgewinn beigetragen.
In den Meisterschaftswettbewerben 2015 und 2016 ist Patrícia nacheinander für die AD Centro Olímpico aus São Paulo und für Ferroviária aus Araraquara aufgelaufen. Ab dem Juli 2016 folgte mit ihrem Wechsel zum andalusischen Sporting Huelva ein erstes Engagement in Europa, dass sie aber nach einem halben Jahr beendete, nachdem sie in der spanischen Primera División Femenino nur zu drei Kurzeinsätzen gekommen war.
Am 17. Januar 2017 unterzeichnete sie einen Vertrag beim Santos FC, mit dem sie die nationale wie auch bundesstaatliche Meisterschaft gewinnen konnte. 2020 kehrte sie zu Ferroviária zurück.

### Nationalmannschaft
2014 hat Patrícia der U20-Auswahl der brasilianischen Nationalmannschaft angehört. Bei der U-20 Südamerikameisterschaft 2014 in Uruguay war sie mit fünf Treffern die zweitbeste Torjägerin des Turniers nach ihrer Mitspielerin Andressinha. Beim darauffolgenden Vorrundenaus bei der U20-Weltmeisterschaft in Kanada ist sie torlos geblieben.

## Erfolge
Nationalmannschaft
- U20-Südamerikameisterin: 2014

Verein
- CONMEBOL Copa Libertadores: 2020, 2022
- Brasilianische Meisterin: 2017
- Brasilianische Pokalsiegerin: 2015
- Staatsmeisterin von São Paulo: 2018, 2022
- Staatsmeisterin von Santa Catarina: 2012, 2013
- Staatspokal von São Paulo: 2023

Auszeichnungen
- Torschützenkönigin der Staatsmeisterschaft von Santa Catarina: 2012